# Trimorus nitidulus
Trimorus nitidulus är en stekelart som först beskrevs av Thomson 1859.  Trimorus nitidulus ingår i släktet Trimorus, och familjen gallmyggesteklar. Arten är reproducerande i Sverige.